# شهرستان ایکوما، نارا

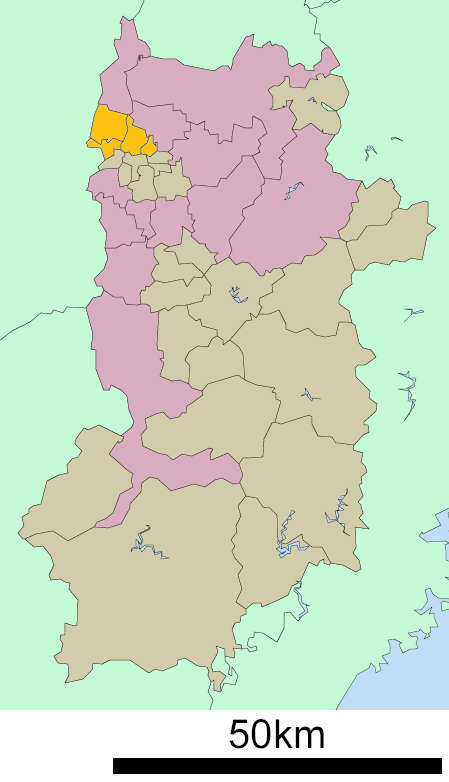

شهرستان ایکوما (انگلیسی: Ikoma District, Nara) یکی از شهرستان‌های ژاپن است که در استان نارا در ژاپن واقع شده‌است.